# Schiersfeld
Schiersfeld è un comune di 241 abitanti della Renania-Palatinato, in Germania.
Appartiene al circondario del Donnersberg (targa KIB) ed è parte della comunità amministrativa (Verbandsgemeinde) di Nordpfälzer Land.

## Storia

### Simboli
Il sarcofago romano raffigurato nello stemma fa riferimento agli scavi di resti di insediamenti romani negli anni '80 nel quartiere Hollerwald, vicino alla nuova via alta del Palatinato (Pfälzer Höhenweg). Alcuni sarcofagi sono esposti nel centro della città, mentre il resto è conservato presso i musei statali di Magonza e Spira.